# Anders Lund
Anders Lund (* 14. Februar 1985 in Hellerup) ist ein ehemaliger dänischer Radrennfahrer.

## Karriere
Anders Lund begann seine Radsportlaufbahn beim dänischen Ordrup Cykle Club. 2003 wurde er dänischer Juniorenmeister im Straßenrennen. Bei den Straßenweltmeisterschaften in Hamilton holte er sich im Straßenrennen der Junioren die Silbermedaille hinter dem Niederländer Kai Reus.
Ab 2004 fuhr Lund für das Team PH. Er entschied zwei Etappen beim Circuit des Ardennes für sich und wechselte nach der Saison zu dem dänischen Continental Team GLS. 2005 konnte er erneut einen Etappensieg beim Circuit des Ardennes feiern, wurde Zweiter im Straßenrennen der Europameisterschaften und bei der U-23-Ausgabe von Lüttich–Bastogne–Lüttich.
2007 unterschrieb Lund einen Vertrag beim Team CSC (später in Team Saxo Bank umbenannt). Nach einem Abstecher zu Leopard Trek 2011 kehrte er zur Saison 2012 wieder zum Team Saxo Bank zurück.
Sechs Mal startete Anders Lund bei den großen Landesrundfahrten. Seine beste Platzierung war Rang 46 bei der Vuelta a España.
Ende der Saison 2013 beendete Anders Lund seine Karriere als Radrennfahrer.

## Erfolge
2003
- Junioren-Weltmeisterschaft – Straßenrennen
- Dänischer Meister – Straßenrennen, Teamzeitfahren (Junioren)

2004
- zwei Etappen Circuit des Ardennes

2005
- U23-Europameisterschaft – Straßenrennen
- eine Etappe Circuit des Ardennes

## Grand-Tour-Platzierungen
| Grand Tour            | 2008 | 2009 | 2010 | 2011 | 2012 |
| --------------------- | ---- | ---- | ---- | ---- | ---- |
| Giro d’ItaliaGiro     | 102  | 150  | 64   | –    | 112  |
| Tour de FranceTour    | –    | –    | –    | –    | 127  |
| Vuelta a EspañaVuelta | –    | –    | 46   | –    | –    |

## Teams
- 2004 Team PH
- 2005 Team GLS
- 2006 Team GLS
- 2007 Team CSC
- 2008 Team CSC-Saxo Bank
- 2009 Team Saxo Bank
- 2010 Team Saxo Bank
- 2011 Leopard Trek
- 2012 Team Saxo Bank-Tinkoff Bank
- 2013 Team Saxo-Tinkoff